# Championnat de France de cricket masculin de D2
Le Championnat de France de cricket de Division 2 masculin, abrégé Division 2 et géré par France Cricket, est une compétition ouverte à tous les clubs français, répartis en zones régionales avec un minimum de 3 clubs par zone, sous condition de maintien d'une éventuelle compétition régionale.

## Formule
Historiquement, la "Nationale" était répartie en poules de 3 à 5 clubs, selon la répartition géographique des clubs inscrits chaque année. Des play-offs régionaux donnent droit à la qualification pour la finale nationale. Les vainqueurs régionaux peuvent prétendre à l'accession en Championnat de France de cricket 1re Division (Superligue), sous condition de participation d'équipes jeunes ou féminines. Les derniers de poules régionales sont relégables en Ligues Régionales (3e division).
Jusqu'en 2012, les matchs ont été joués en tenues blanches, avec balle rouge, en matchs de 30 à 40 séries, selon la poule. À partir de 2013, afin d'harmoniser la pratique compétitive du cricket des Championnats de France, les 3 divisions Superligue, Nationale, Régionale Ile de France se jouent en tenue de couleur, avec balle blanche, en matchs de Twenty20.
La Ligue Nationale 2013 se joue en poule unique de 9 équipes, matchs aller-retour. En 2015, le championnat change de nom pour s'appeler uniquement Division 2.

## Palmarès
| Saison | Vainqueur                       | Finaliste             |
| ------ | ------------------------------- | --------------------- |
| 2025   |                                 |                       |
| 2024   | CSPT                            | Mitry CC              |
| 2023   | Royals CC                       | Paris Zalmi CC        |
| 2022   | Lycée français de Pondichery CC | Balbyniens CC         |
| 2021   | Lisses CC                       | St Brice CC           |
| 2020   | Lisses CC                       | France Gymkhana       |
| 2019   | Paris Zalmi CC                  | Bangladesh Club Paris |
| 2018   | Colombes CC                     | Pierrefitte CC        |
| 2017   | Vipers Grigny CC                | Balbyniens CC         |
| 2016   | Paris Zalmi CC                  | Nallur Stains CC      |
| 2015   | Nallur Stains CC                | Balbyniens CC         |
| 2014   | St Brice CC                     | Francilien CC         |
| 2013   |                                 |                       |
| 2012   | AS Bulls Evry CC                |                       |
| 2011   | Akadémie Bourgogne Cricket      | St Aulaye CC          |
| 2010   | Nallur Stains CC                | Noé-Gascogne CC       |
| 2009   | Bordeaux Giscours CC            | St Brice CC           |

## Tableau d'Honneur
| Rang | Equipe         | Trophées |
| ---- | -------------- | -------- |
| 1    | Nallur Stains  | 2        |
| 2    | Paris Zalmi CC | 2        |
| 3    | Lisses CC      | 2        |

## Édition 2013
La Nationale 2013 est organisée en une poule unique de 9 équipes.
Équipes engagées : 
- Association Creilloise de Cricket (Creil - Oise)
- Essonne Cricket Club (Viry-Châtillon - Essonne)
- Francilien CC (Paris)
- Eelavar CC (Paris)
- Les Mureaux CC (Yvelines)
- Balbiniens2 (Bobigny - Seine-Saint-Denis)
- Vipers Grigny CC (Essonne) - Qualifié Régionale 2012
- Lisses CC (Essonne) - Qualifié Régionale 2012
- Paris Université Club 2

## Édition 2012
La Nationale 2012 regroupe 2 poules de 5 équipes. Les clubs de la zone Sud-Ouest ne se sont pas inscrits en 2012, ouvrant une Ligue Régionale.
Poule A : Association Creilloise de Cricket - Essonne Cricket Club - Eelavar Cricket Club - Paris Université Club 2 - Evry Bulls
Qualifiés pour les playoffs : Evry et Creil
Poule B : Cricket Clubs des Mureaux (promu Régionale Ile de France) - France Gymkhana 2 (promu Régionale Ile de France) - Balbiniens Bobigny 2 - Euro Cricket Club - Francilien Cricket Club
Qualifiés pour les playoffs : Euro et Francilien